# Almussafes
Almussafes (em valenciano e oficialmente) ou Almusafes (em castelhano) é um município da Espanha, na província de Valência, Comunidade Valenciana. Tem 10,77 km² de área e em 2021 tinha 8 984 habitantes (densidade: 834,2 hab./km²). Pertence à comarca de Ribera Baixa, e limita com os municípios de Alginet, Benifaió, Picassent, Silla e Sollana.